# Thomas e Ann Borrow
Thomas Borrow ed Ann Borrow sono due dipinti di Joseph Wright of Derby.

## Descrizione
Thomas Borrow, nato il 3 giugno 1709, era il figlio maggiore di Isaac e Honor Borrow. Il padre, che risiedeva a Castlefield, una casa di campagna molto grande, era stato due volte sindaco di Derby nel 1730 e nel 1742 . Borrow entrò a Grays Inn nel 1727. L'anno successivo a quando il pretendente Carlo Edoardo Stuart giunse a Derby, nel 1745, Borrow divenne segretario comunale nel 1746.
Nel 1757 sposò Anne Ault di Loughborough ed ebbe così l'uso di quattromila sterline e terre e proprietà a Litchurch e la parrocchia di San Pietro, che si trova nel centro di Derby. Joseph Wright of Derby dipinto Borrow e sua moglie, Ann ed entrambi questi dipinti sono esposti nella collezione del Derby Museum and Art Gallery assieme ad un dipinto anonimo della loro casa chiamata “Castlefields”. I dipinti, datati attorno al 1762-1763, misurano 40 pollici per 50.
Borrow morì il 6 agosto 1786 e suo figlio Thomas mutò il proprio cognome in Borough.